# Victor Kristiansen
Victor Bernth Kristiansen (* 16. Dezember 2002 in Kopenhagen) ist ein dänischer Fußballspieler. Er steht aktuell bei Leicester City unter Vertrag. Außerdem ist er Juniorennationalspieler Dänemarks.

## Karriere

### Vereine
Victor Kristiansen spielte als Kind bei Kjøbenhavns Boldklub, dessen erste Mannschaft sich 1992 mit der ersten von B 1903 Kopenhagen zum FC Kopenhagen fusionierte. Da Dame N’Doye, Stürmer des FC Kopenhagen, geschont wurde und einige andere Spieler nicht zur Verfügung standen, gehörte Kristiansen Ende Oktober 2019 im Spiel des FC Kopenhagen im dänischen Pokal gegen den FC Nordsjælland erstmals zum Kader der Profimannschaft. Im Januar 2020 nahm er mit der Profimannschaft am Trainingslager teil. Sein Pflichtspieldebüt für die erste Mannschaft gab Victor Kristiansen am 4. November 2020 im Pokalspiel gegen Boldklubben Avarta. Am 19. Dezember 2020 erhielt er einen bis 2023 laufenden Profivertrag. In der Superligæn kam Kristiansen – in der regulären Saison sowie in der Meisterrunde – zu insgesamt 15 Spielen, wobei er in acht Partien in der Startelf stand und als Linksverteidiger eingesetzt wurde, und belegte mit dem FC Kopenhagen den dritten Platz, womit zum zweiten Mal nacheinander der Meistertitel verpasst wurde und zudem der Erzrivale Brøndby IF zum ersten Mal seit 2005 die Meisterschaft gewann.
Im Januar 2023 wechselte er in die englische Premier League zu Leicester City, wo er einen Vertrag bis 2028 unterschrieb.
Für die Saison 2023/24 wechselte er per Leihe mit Kaufoption nach Italien zum FC Bologna.

### Nationalmannschaft
Im Jahr 2018 absolvierte Victor Kristiansen vier Spiele für die dänische U16-Nationalmannschaft, von 2018 bis 2019 kam er in sieben Partien für die U17-Nationalmannschaft Dänemarks – zwei Partien waren in der EM-Qualifikation – zum Einsatz. Nachdem er von 2019 bis 2020 fünfmal für die U18 aufgelaufen war, wurde er im Mai 2021 für den Kader der dänischen U21-Nationalmannschaft für die Finalrunde der U21-Europameisterschaft 2021 nominiert. Wegen der COVID-19-Pandemie war die U21-EM-Endrunde in eine Gruppenphase im März 2021 und in eine Finalrunde vom 31. Mai 2021 bis zum 6. Mai 2021 aufgeteilt. Die Dänen überstanden die Gruppenphase und trafen am 31. Mai 2021 im Viertelfinale auf Deutschland. In dieser Partie gab Kristiansen sein Debüt, als er in der 42. Minute für Andreas Poulsen eingewechselt wurde, und sah, wie die dänische Elf im Elfmeterschießen ausschied.
Im Juni 2023 wurde er in der Qualifikation für die EM 2024 erstmals in der A-Nationalmannschaft eingesetzt. Beim 1:1 gegen Slowenien wurde er in der 84. Minute für Jens Stryger Larsen eingewechselt. Insgesamt kam er in vier der zehn Spiele zum Einsatz. Die Dänen qualifizierten sich als Gruppensieger für die Endrunde, für die er nominiert wurde.

## Erfolge
- Dänischer Meister 2021/22